# Søren Runge
Søren Kruse Runge (født 23. marts 1972) er en dansk musiker og producer. Han har spillet keyboard, produceret og turneret med blandt andre Thomas Helmig, Gnags, Heartbeatclub, Sanne Salomonsen, ZindyKukuBoogaloo og turneret med blandt andre Burhan G, Hanne Boel, Kasper Winding, Søs Fenger.
Søren Runge har deltaget som musiker i adskillige husorkestre og tv-shows såsom "Vild med Dans", "Venner for livet", "Endelig fredag" og været kapelmester for orkester i "Voice, danmarks største stemme", "Allstars"
Bror til guitarist Jens Runge og skuespiller Trine Runge.